# Калугины
Калугины — русские дворянские роды.
Один из них, восходящий к XVII веку, внесён в VI часть родословной книги Курской губернии (Гербовник, I, 77). Остальные шесть родов Калугиных — более позднего происхождения.

## Описание герба
Щит разделён посреди чертою и составляет два равных поля; правое из оных чёрное, на котором положены косым крестом копьё и шпага, остроконечиями обращённые, первое вниз, а другая вверх; в левом поле, с верхнего левого угла наискось серебром и зелёным цветом разделённом, видны вверху и внизу по одному грушевому плоду с ветвями их, а в середине шестиконечная звезда; то и другое переменяющиеся на краске в серебро, а на серебро в зелёный цвет.
Щит увенчан обыкновенным дворянским шлемом со страусовыми перьями, имеющим намёт зелёный, подложенный серебром. Герб внесён в Общий гербовник дворянских родов Российской империи, часть 1, 1-е отделение, стр. 77.